# Chiriba
Chiriba (Chiriva) és una llengua mal certificada de la província de Moxos (Bolívia), que pot haver pertangut a la família de les llengües pano. Tot el que se’n va enregistrar era una llista de set paraules; algunes d'aquestes s'assemblen a les llengües pano, especialment pakawara, i cap s'assembla a altres famílies lingüístiques. Es diu que el no testimoniat chumana n'està relacionat.

## Vocabulari
Llista de paraules de Chíriva de finals de la dècada de 1790 publicada a Palau i Saiz (1989)::170
| Castellà   | Anglès  | Chíriva  |
| ---------- | ------- | -------- |
| bueno      | good    | sheoma   |
| malo       | bad     | besoma   |
| el padre   | father  | reomo    |
| la madre   | mother  | yllquite |
| el hermano | brother | ycoyo    |
| uno        | one     | tevisí   |
| dos        | two     | jorová   |